# Sylvan Lake
Sylvan Lake – miasto w Kanadzie, w prowincji Alberta.